# Luis de Molina

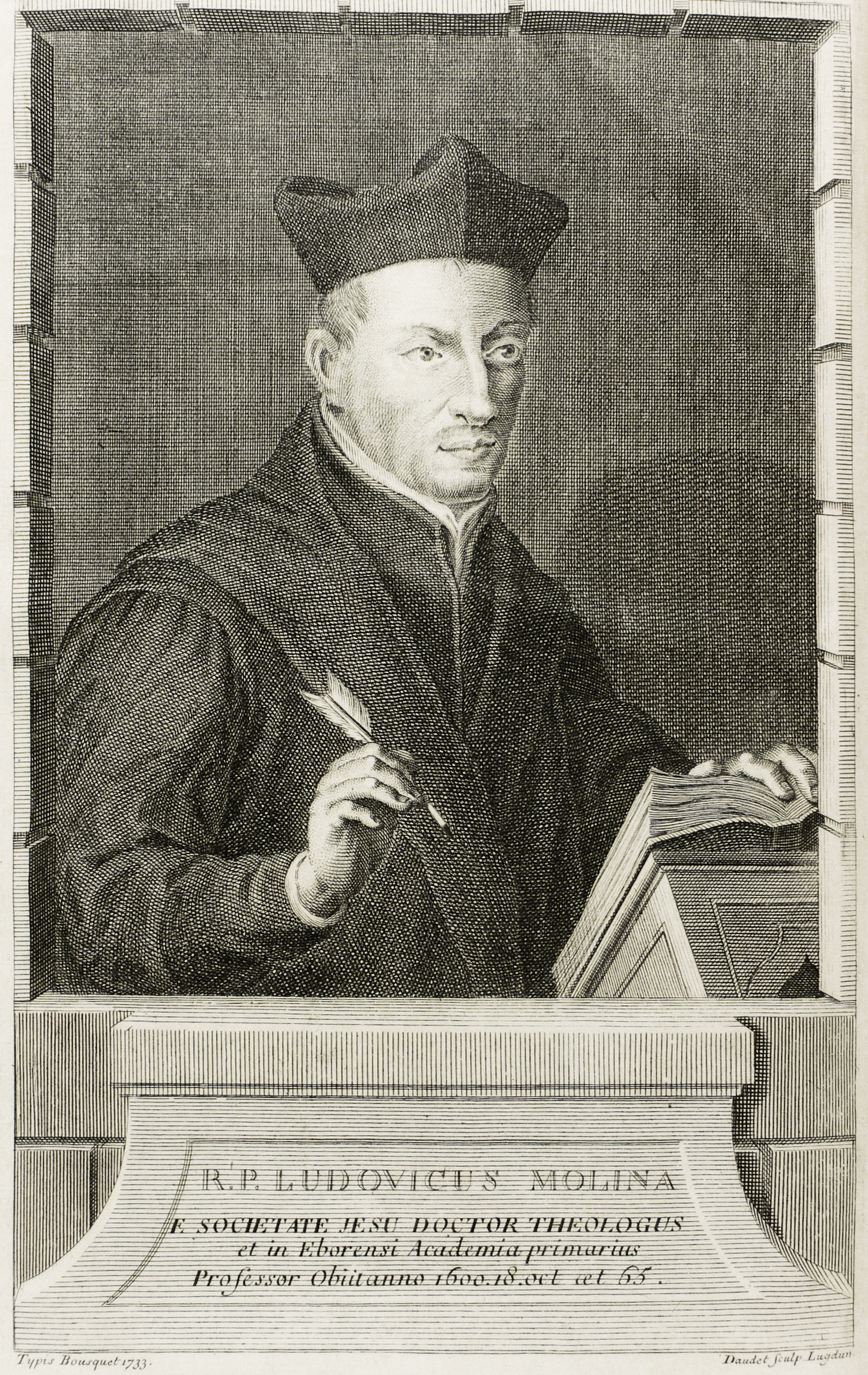
Luis Molina

Luis de Molina (* September 1535 in Cuenca; † 12. Oktober 1600 in Madrid) war jesuitischer Theologe und Begründer des Molinismus.

## Leben und Werk

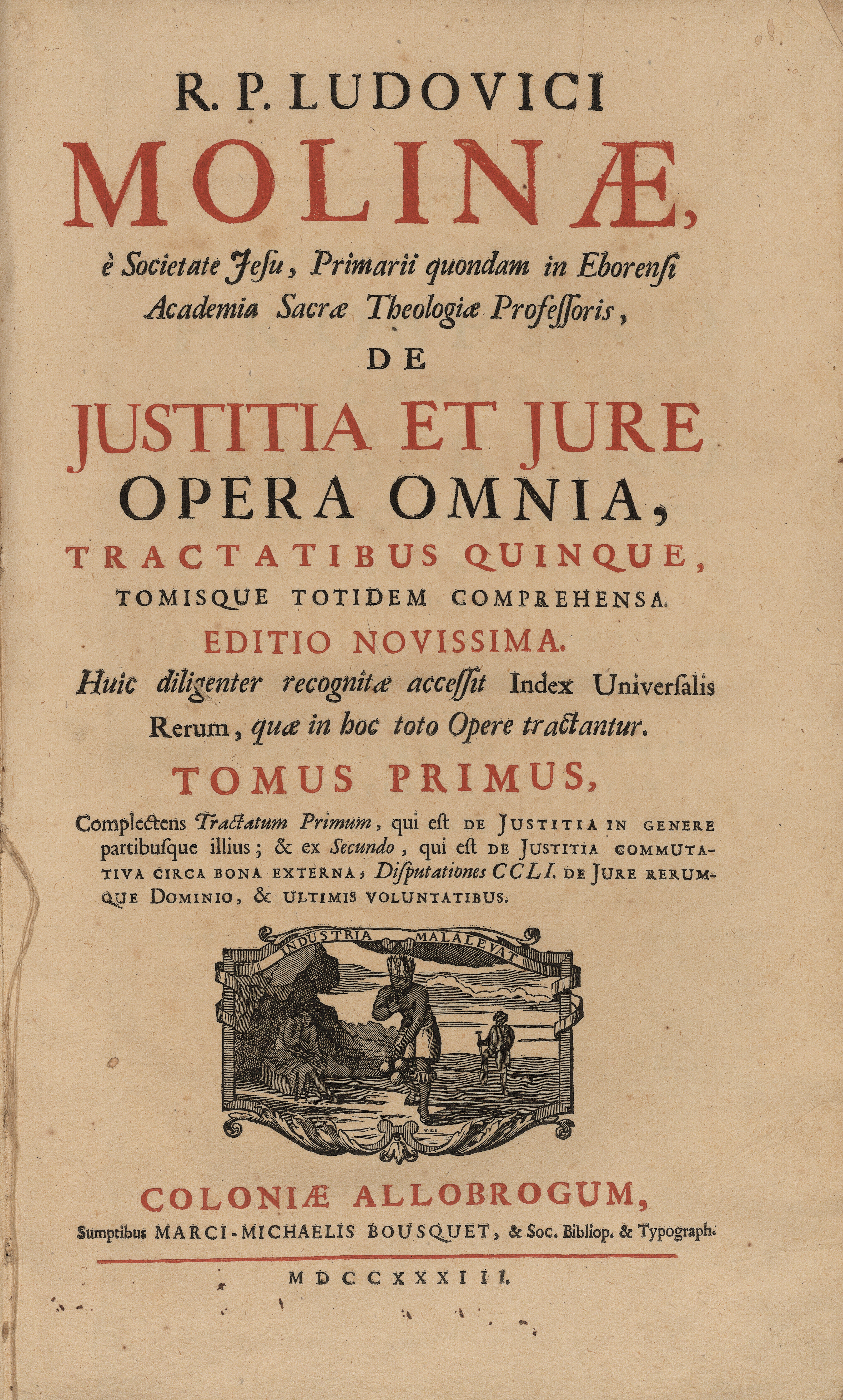
De iustitia et iure, 1733

Luis de Molina studierte Jurisprudenz in Salamanca (1551 bis 1552), Philosophie in Alcalá de Henares (1552 bis 1553) und Coimbra (1554 bis 1558) und Theologie in Coimbra (1558 bis 1562). Seit 1553 Jesuit, lehrte er 1563 bis 1567 Philosophie in Coimbra, seit 1568 Theologie in Évora und seit 1591 in Cuenca. Im April 1600 wurde er kurz vor dem Tod an Dysenterie als Moralprofessor an das hervorgehobene Jesuitenkolleg nach Madrid berufen. Sein Kopf liegt als Reliquie in Alcalá. 
Nach Molina bedingt das Zusammenwirken von göttlicher Gnade und freiem Willen die Rechtfertigung und auch die sittlichen Akte (concursus divinus). Durch die Vorstellung von einer scientia media versucht Molina die göttliche Allwissenheit mit der Willensfreiheit zu vereinen: Gott weiß vorher, wie seine frei geschaffenen Geschöpfe sich unter den vorgegebenen Bedingungen entscheiden werden; darum kann Gott die Verhältnisse so schaffen, dass sich die Menschen frei nach seinem Ratschluss entscheiden (dagegen die praemotio-physica-Lehre der Thomisten). 
In seinem Buch Liberi arbitrii cum gratiae donis, divina praescientia, providentia, praedestinatione et reprobatione concordia lehrte er die Bedingtheit der göttlichen Heilsabsichten durch die Rücksicht auf den vorausgewussten Willen des Menschen. Diese Ansicht wurde von den Dominikanern als antithomistisch bestritten, dagegen von vielen Jesuiten (Molinisten) verteidigt, wodurch ein Gnadenstreit entstand, der sich nachmals in den jansenistischen Streitigkeiten fortsetzte.
Im Jahr 1607 verbot Papst Paul V. die weitere Diskussion bis zu einem päpstlichen Entscheid; dieser erfolgte nie, sodass das „Unentschieden“ von 1607 heute als definitiv gilt.
Molina nahm ferner Stellung zu Staat und Wirtschaft, Gesellschaft und Recht und Sittlichkeit; er gilt als liberaler Wirtschaftsethiker der spanischen Spätscholastik. Er unterzog überkommenes Recht fundierter Kritik, wobei er in Abkehr zum römischen Recht den Standpunkt eines Naturrechtlers einnahm und nach neuen Lösungen und Herleitungen suchte. Die bedeutende Schrift De iustitia et iure verfehlte dabei ihre Wirkung nicht. Molina – und an ihn angelehnt Leonhardus Lessius – beeinflussten in vielerlei Hinsicht die säkularisierte Naturrechtslehre des Hugo Grotius.

## Werke

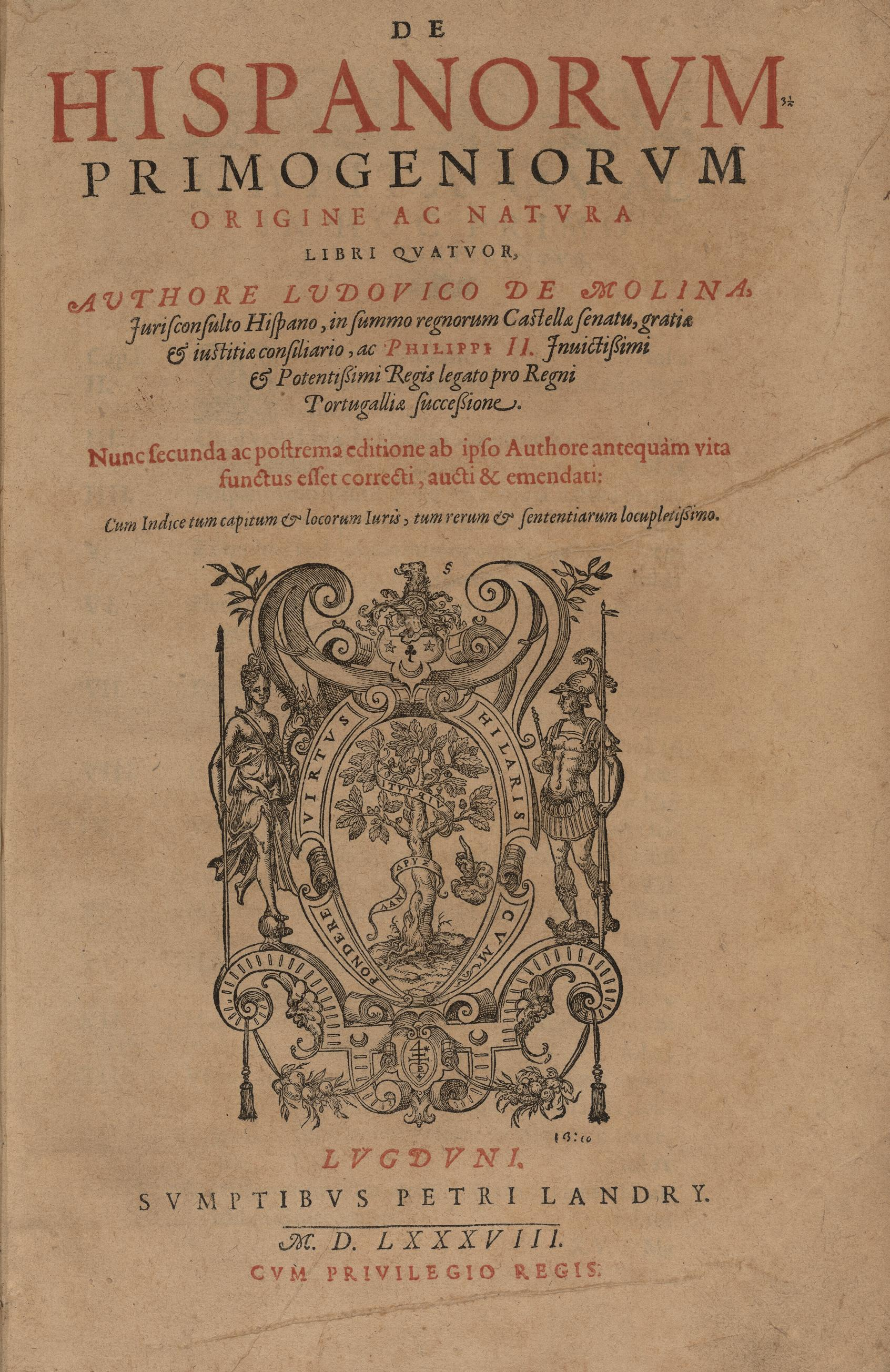
De Hispanorum primogeniorum origine ac natura, 1588

- Liberi arbitrii cum gratiae donis, divina praescientia, providentia, praedestinatione et reprobatione concordia, ed. J. Rabeneck, Madrid 1953.
- De Hispanorum primogeniorum origine ac natura. Pedro Landri, Lugduni 1588 (Latein, beic.it).
- De iustitia et iure, 6 Bde., Cuenca 1593–1609.
  - De iustitia et iure. Band 1. Marc Michel & C Bousquet, Coloniae Allobrogum 1733 (Latein, beic.it).
  - De iustitia et iure. Band 2. Marc Michel & C Bousquet, Coloniae Allobrogum 1733 (Latein, beic.it).
  - De iustitia et iure. Band 3. Marc Michel & C Bousquet, Coloniae Allobrogum 1733 (Latein, beic.it).
  - De iustitia et iure. Band 4. Marc Michel & C Bousquet, Coloniae Allobrogum 1733 (Latein, beic.it).
  - De iustitia et iure. Band 5. Marc Michel & C Bousquet, Coloniae Allobrogum 1733 (Latein, beic.it).
- Commentaria in primam partem divi Thomae. 2 Bde., fol. Auflage. Cuenca 1593 (Latein).
  - Commentaria in primam divi Thomae partem. Compagnia Minima, Venetiis 1594 (Latein, beic.it).